# Lohmannia serrata
Lohmannia serrata är en kvalsterart som beskrevs av Hu och Wang 1989. Lohmannia serrata ingår i släktet Lohmannia och familjen Lohmanniidae. Inga underarter finns listade i Catalogue of Life.